# Cioroiași
Cioroiași est une commune roumaine située dans le județ de Dolj.